# Пеликан (тауншип, округ Кроу-Уинг, Миннесота)
Пеликан (англ. Pelican) — тауншип в округе Кроу-Уинг, Миннесота, США. На 2000 год его население составило 400 человек.

## География
По данным Бюро переписи населения США площадь тауншипа составляет 50,1 км², из которых 20,6 км² занимает суша, а 29,5 км² — вода (58,88 %).

## Демография
По данным переписи населения 2000 года здесь находились 400 человек, 169 домохозяйств и 124 семьи.  Плотность населения —  19,4 чел./км².  На территории тауншипа расположено 464 постройки со средней плотностью 22,5 построек на один квадратный километр. Расовый состав населения: 99,50 % белых, 0,25 % афроамериканцев и 0,25 % коренных американцев. Испанцы или латиноамериканцы любой расы составляли 0,75 % от популяции тауншипа.
Из 169 домохозяйств в 24,3 % воспитывались дети до 18 лет, в 66,9 % проживали супружеские пары, в 1,8 % проживали незамужние женщины и в 26,6 % домохозяйств проживали несемейные люди. 23,1 % домохозяйств состояли из одного человека, при том 13,0 % из — одиноких пожилых людей старше 65 лет. Средний размер домохозяйства — 2,37, а семьи — 2,73 человека.
20,5 % населения — младше 18 лет, 4,8 % — в возрасте от 18 до 24 лет, 19,0 % — от 25 до 44, 33,0 % — от 45 до 64, и 22,8 % — старше 65 лет. Средний возраст — 48 лет. На каждые 100 женщин приходилось 111,6 мужчин.  На каждые 100 женщин старше 18 приходилось 103,8 мужчин.
Средний годовой доход домохозяйства составлял 51 250 долларов, а средний годовой доход семьи —  60 469 долларов. Средний доход мужчин —  36 750  долларов, в то время как у женщин — 26 250. Доход на душу населения составил 24 495 долларов. За чертой бедности находились 4,1 % семей и 7,7 % всего населения тауншипа, из которых 8,3 % младше 18 и 10,1 % старше 65 лет.